# Gökgöl, Erzin
Gökgöl là một xã thuộc huyện Erzin, tỉnh Hatay, Thổ Nhĩ Kỳ. Dân số thời điểm năm 2011 là 298 người.